# Parc d'attractions Suoi Tien
Suối Tiên est un parc d'attractions situé dans le 9e arrondissement d'Hô Chi Minh-Ville au Viêt Nam. 

## Présentation
Le parc est divisé en plusieurs parties. Il présente l'histoire du Viêt Nam ainsi que ses légendes. Des sculptures de dragons ainsi que des statues de Bouddha sont ainsi mises à l'honneur.
Le parc contient, en plus des attractions traditionnelles, une plage artificielle et un parc zoologique.

## Transports
Le parc est accessible par la Route nationale 1A.
À partir de 2020, le parc sera desservi par la station Suối Tiên de la ligne 1 du métro de Hô Chi Minh-Ville.

## Galerie

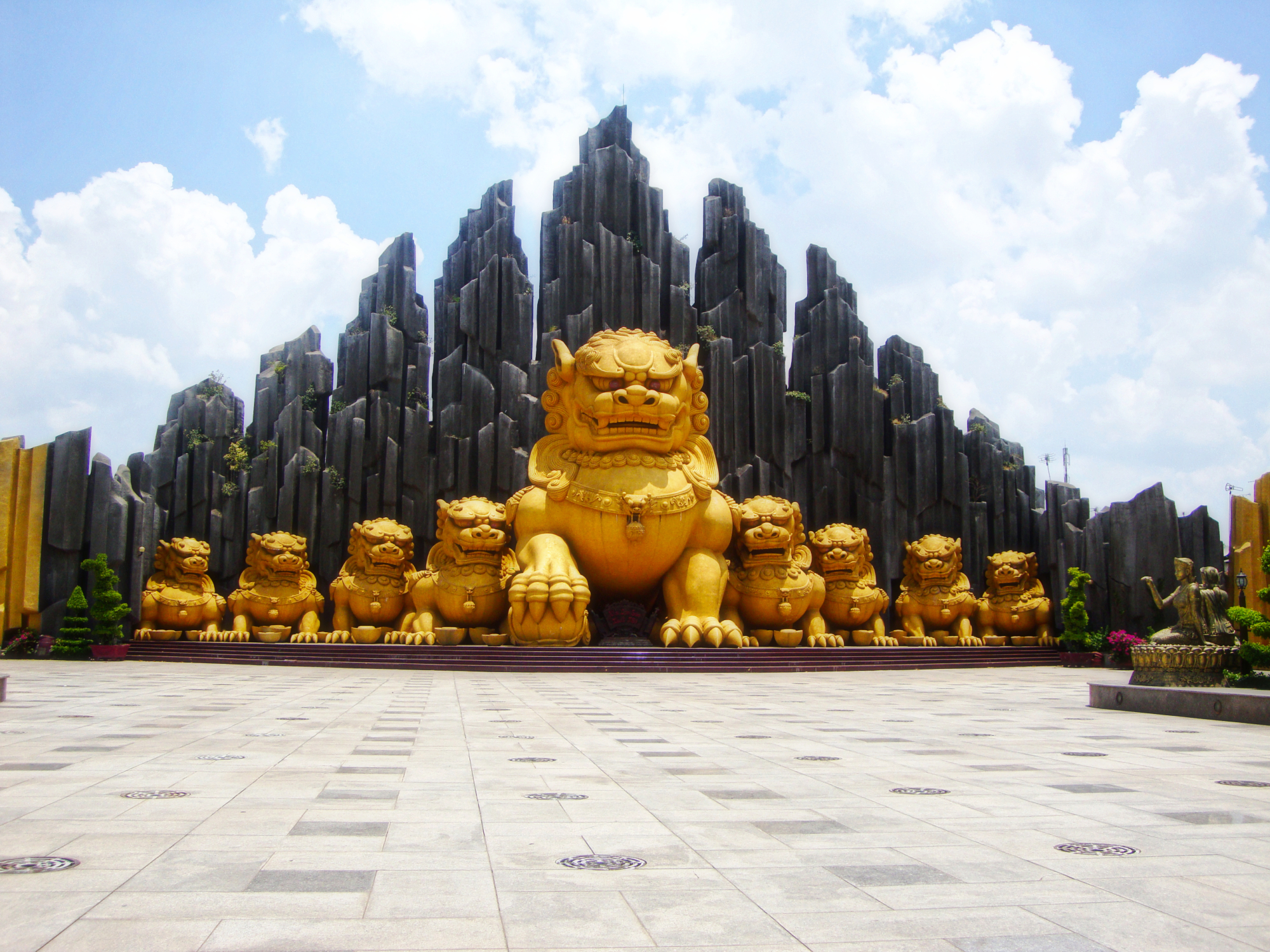
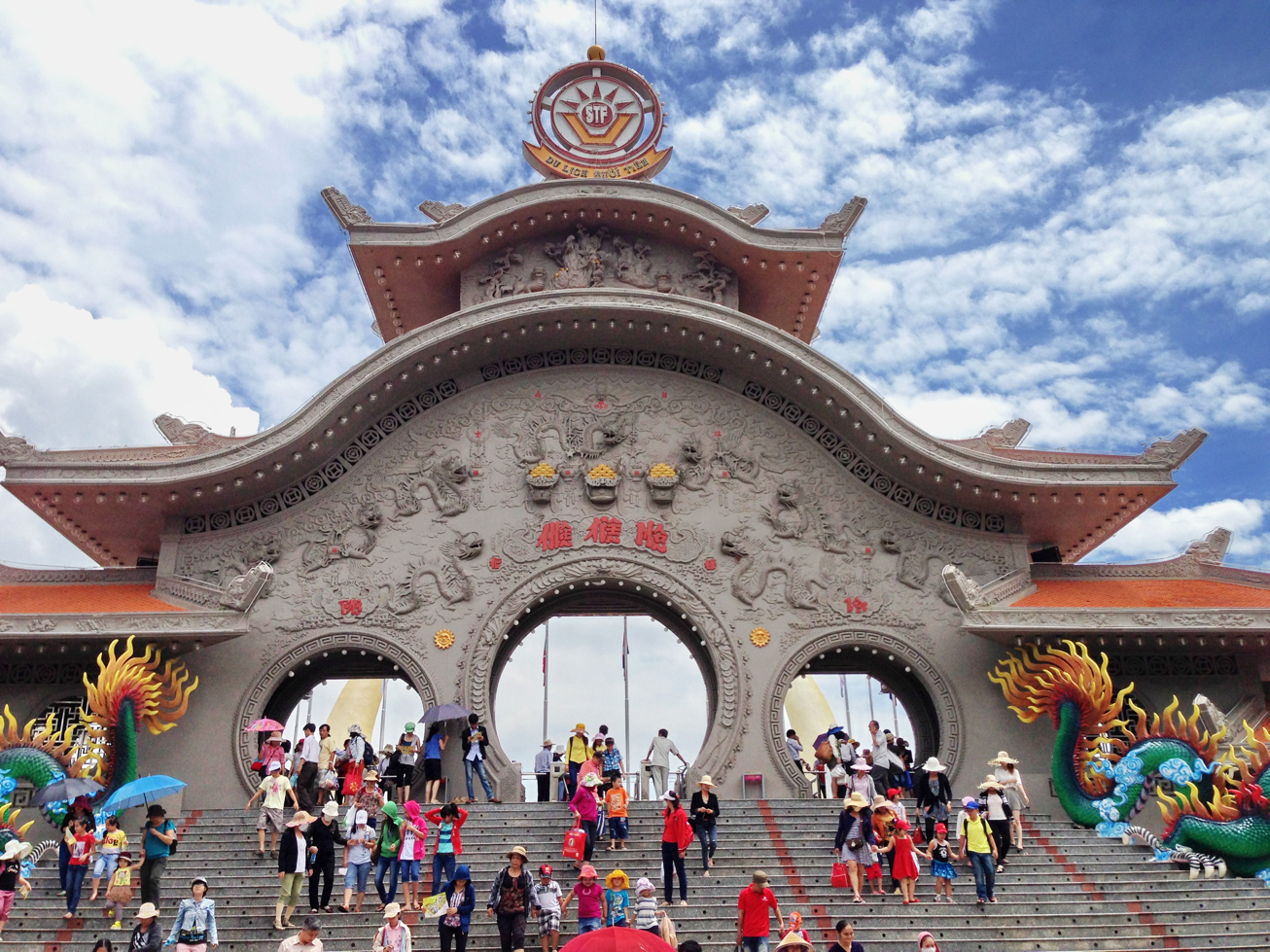
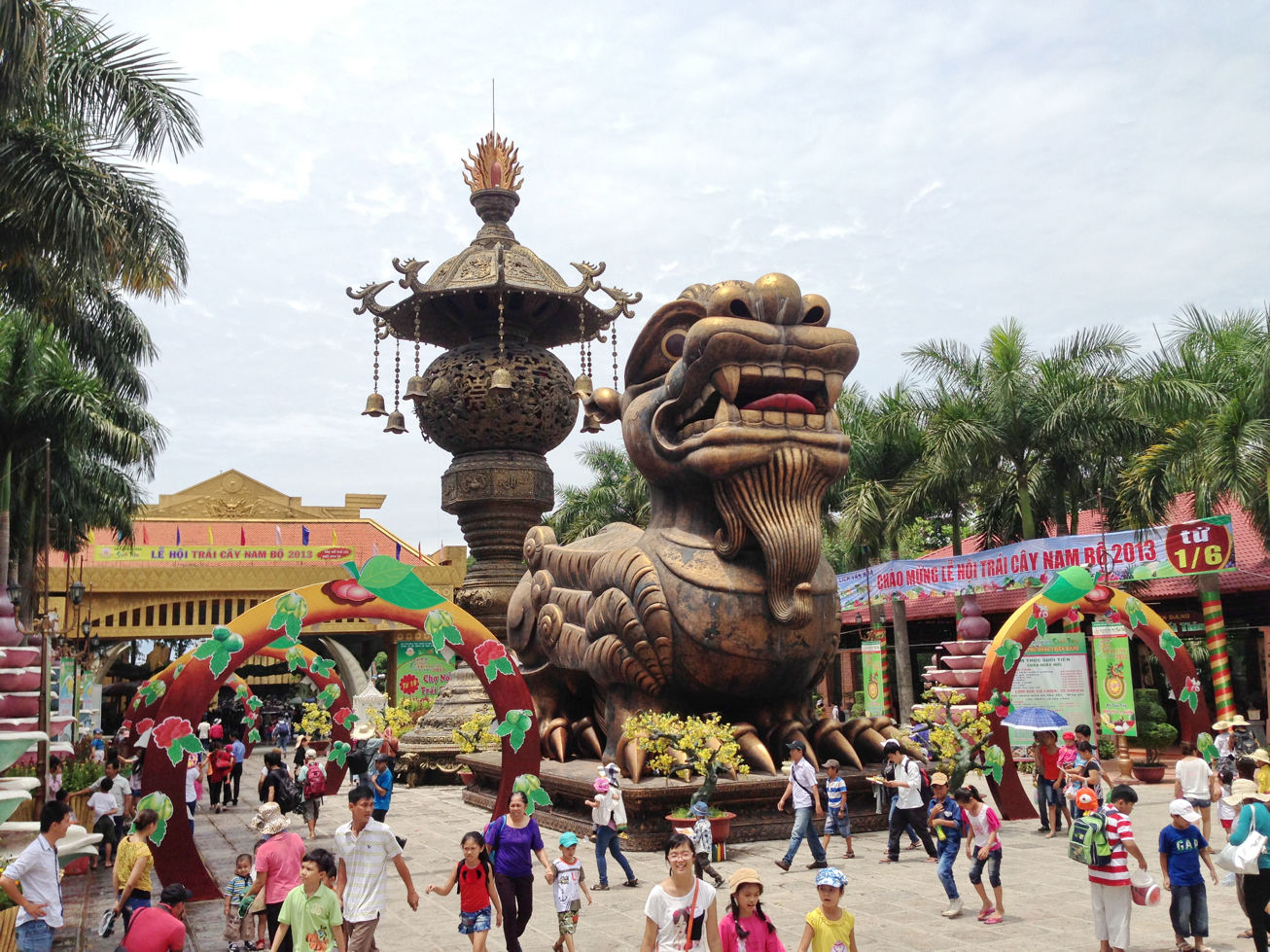

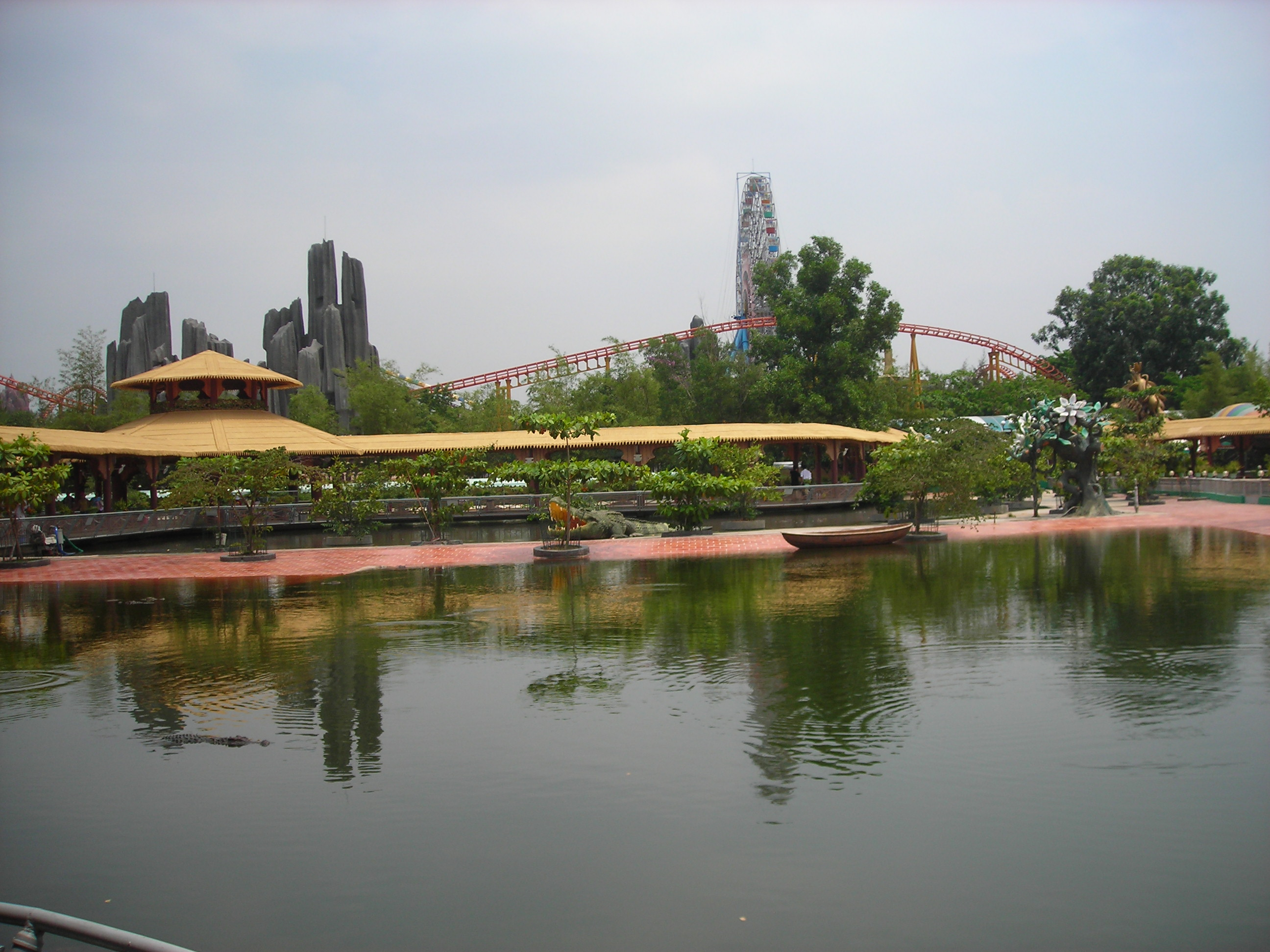
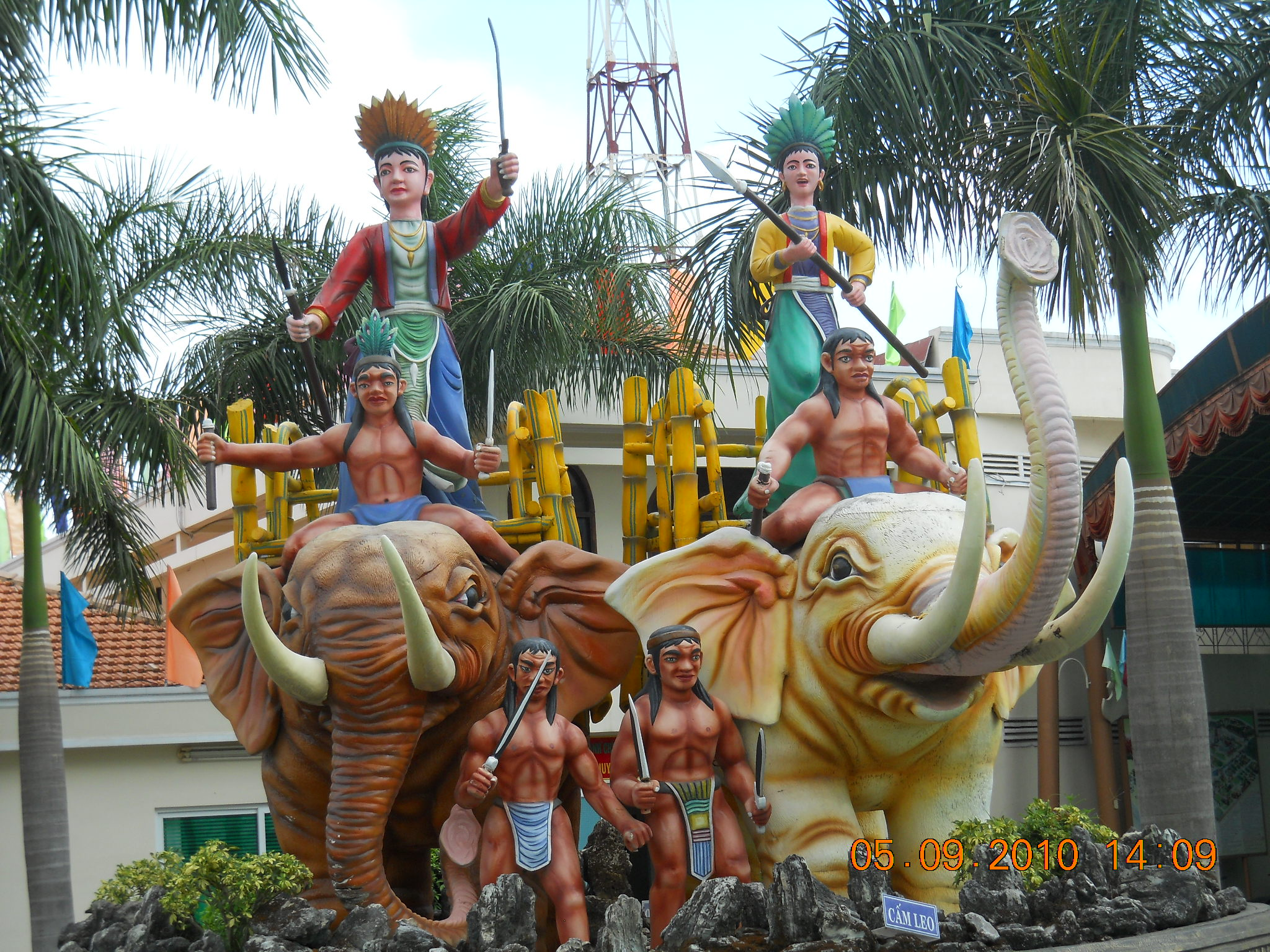
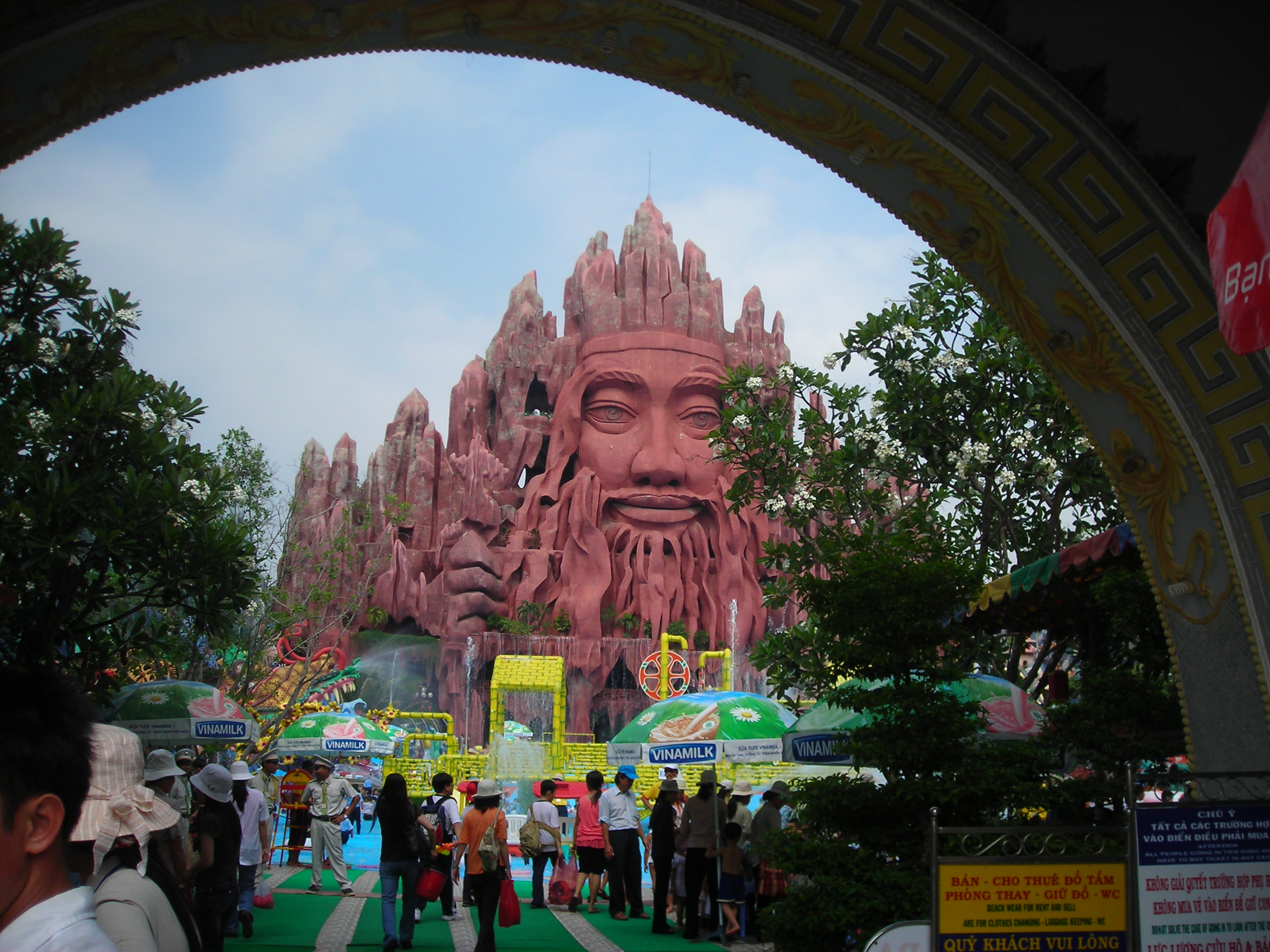